# Litet kinapäron
Litet kinapäron (Pyrus calleryana) är en rosväxtart som beskrevs av Joseph Decaisne. Pyrus calleryana ingår i släktet päronsläktet, och familjen rosväxter.

## Underarter
Arten delas in i följande underarter:
- P. c. integrifolia
- P. c. koehnei
- P. c. lanceata

## Bildgalleri

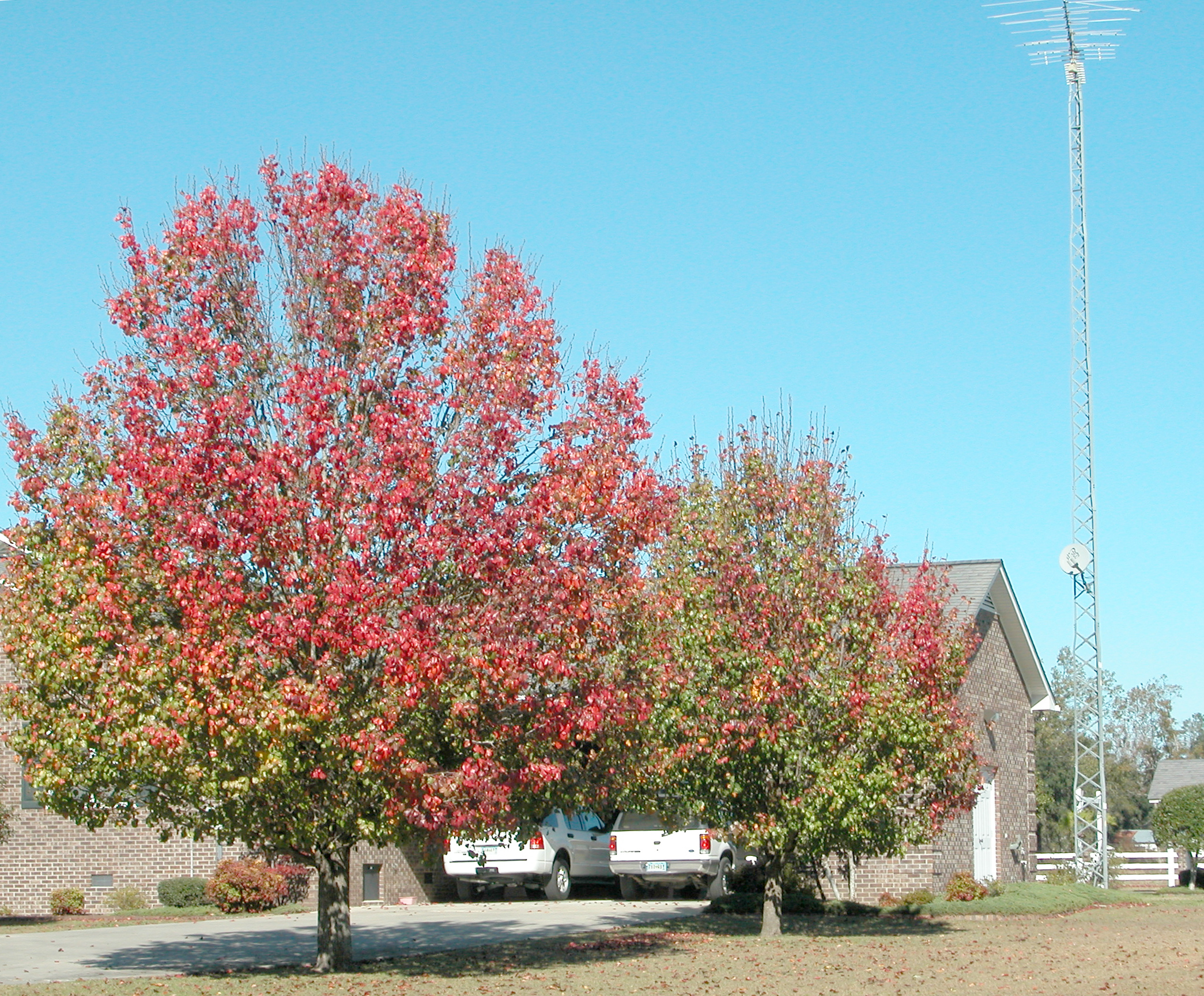
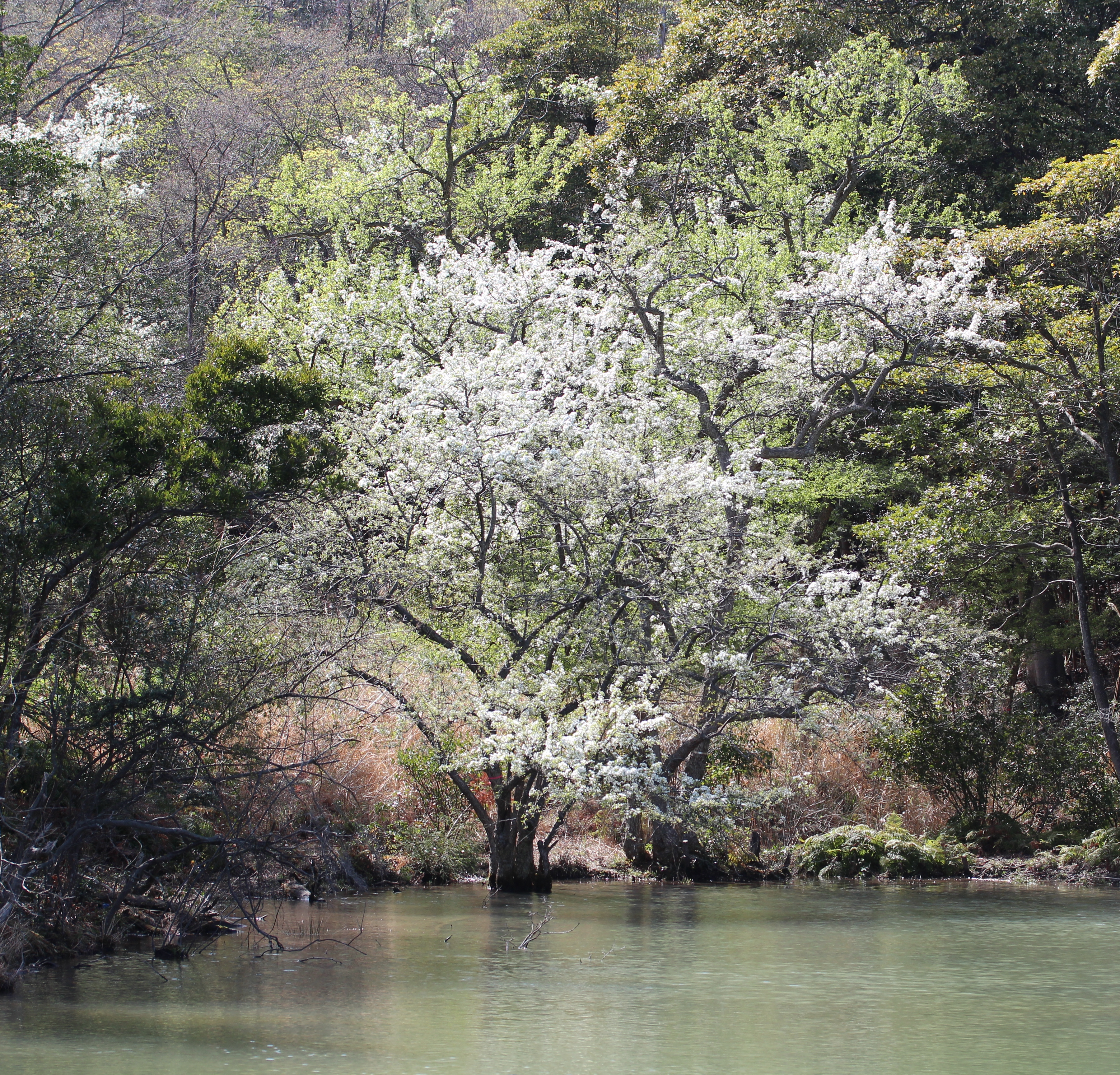
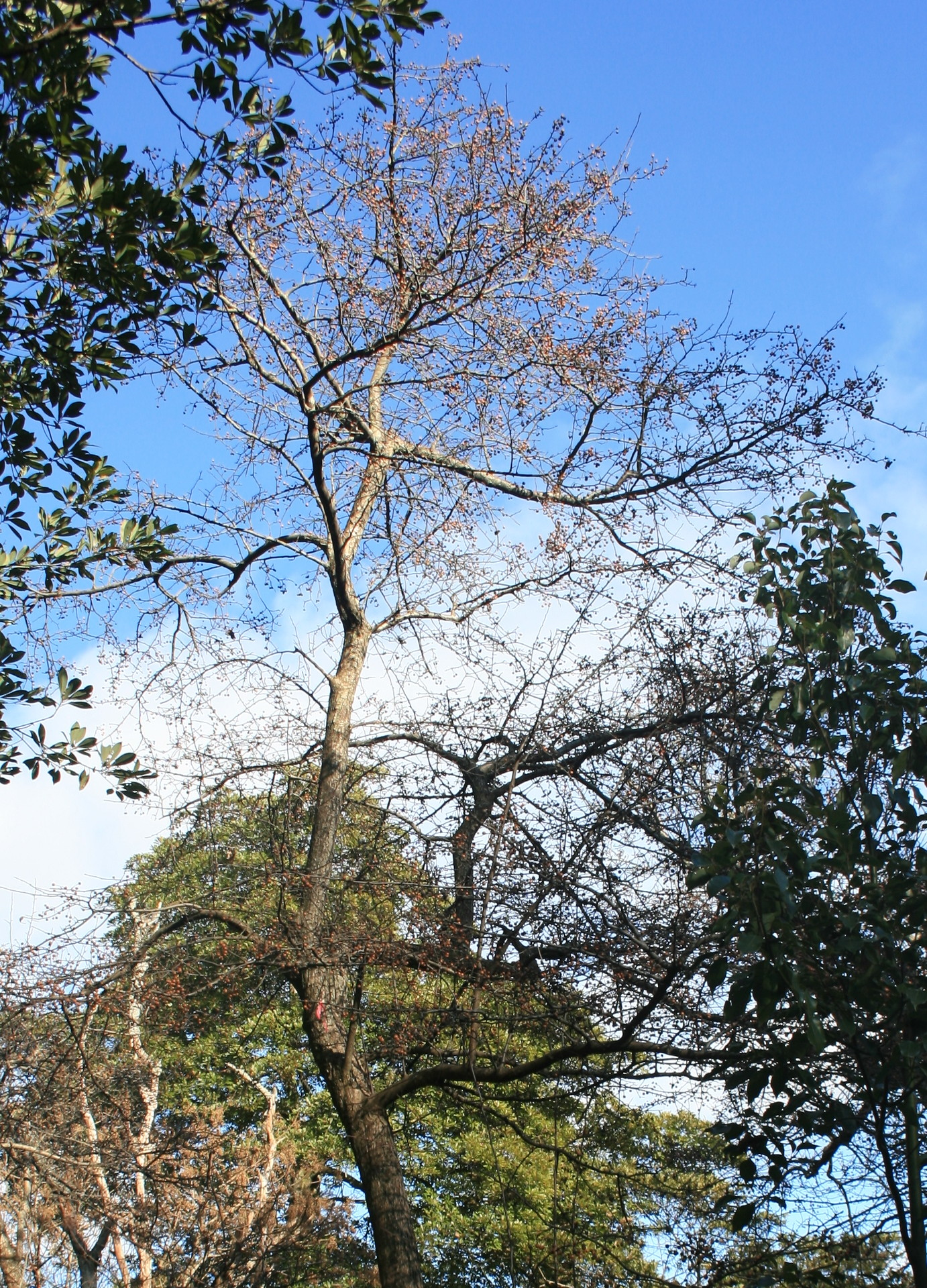
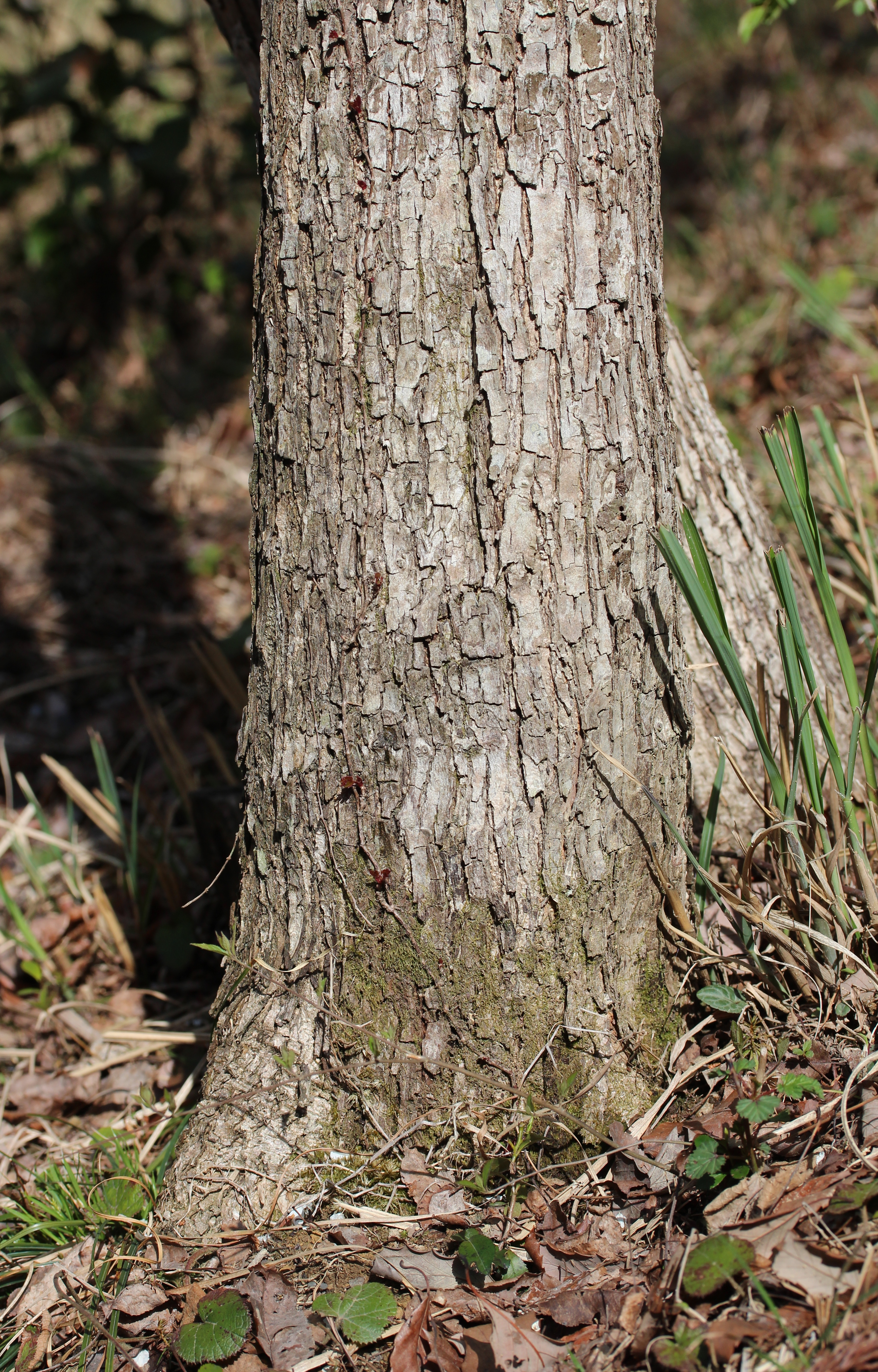
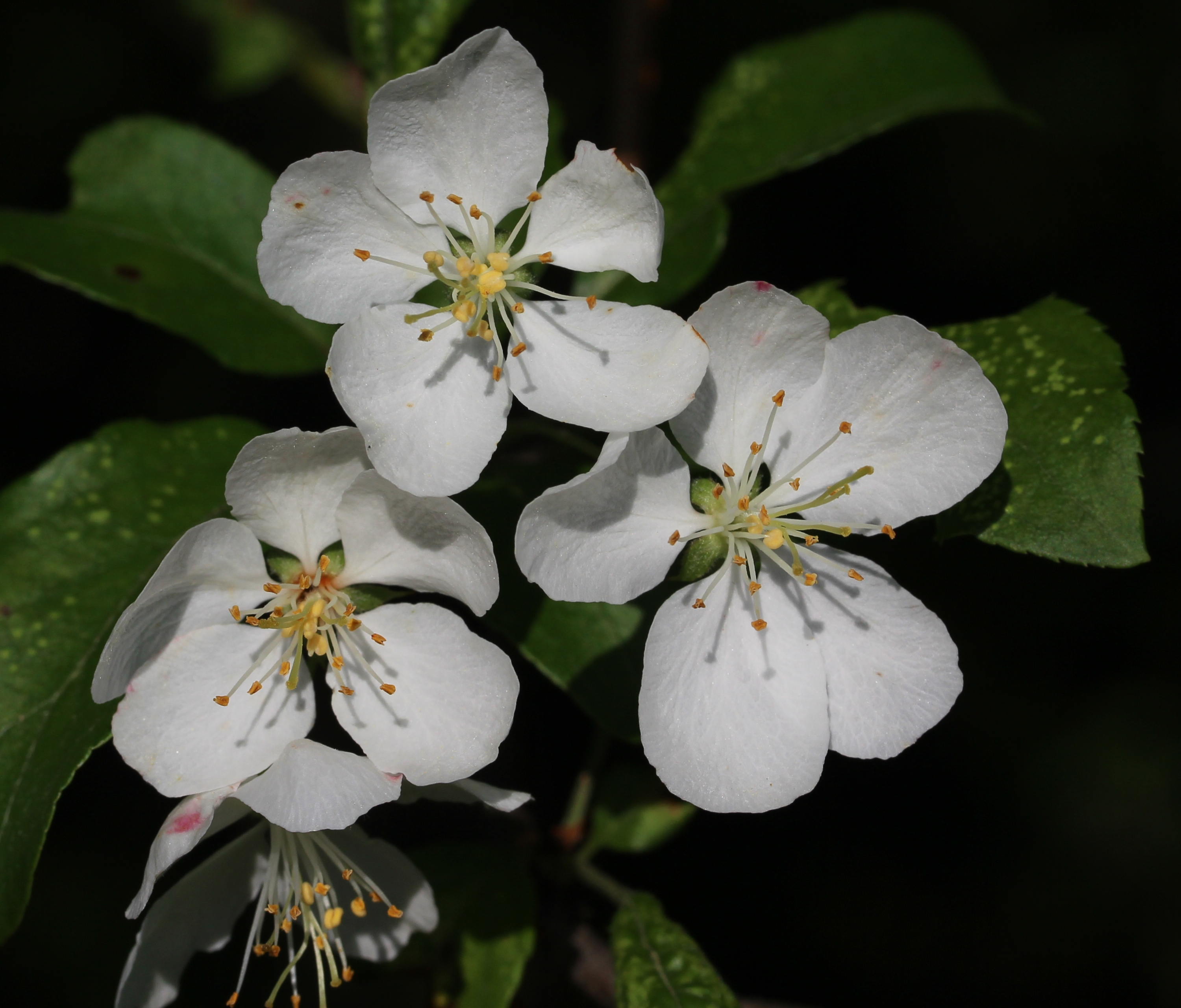
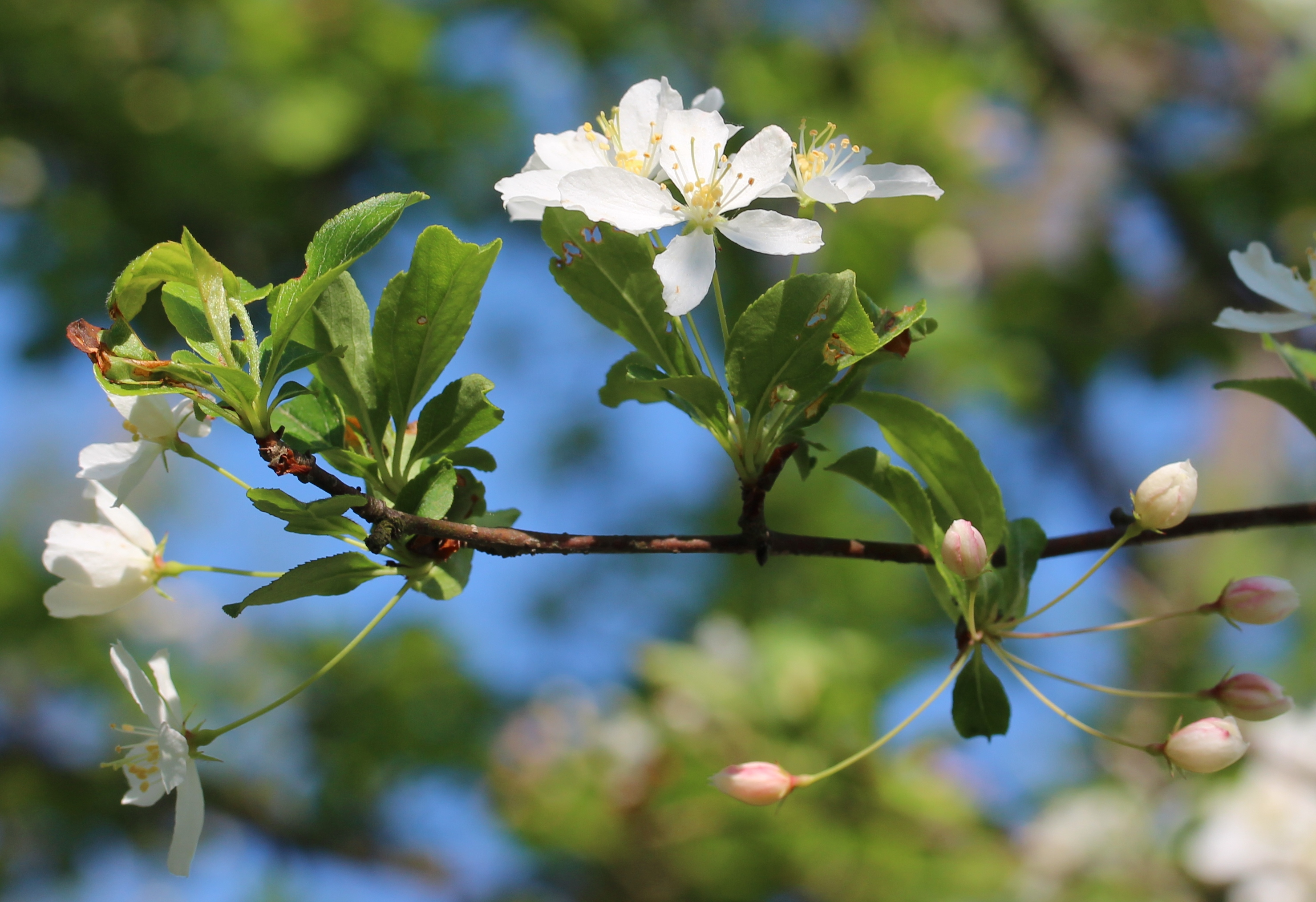